# 埃塔佩-盧米縣
3°09′S 142°21′E / 3.150°S 142.350°E
埃塔佩-盧米縣（英語：Aitape-Lumi District），是巴布亞新畿內亞的縣份之一，位於新畿內亞島西北部，由桑道恩省負責管轄，首府設於艾塔佩，面積5,689平方公里，2011年人口72,319，人口密度每平方公里13人。